# Triết học giáo dục

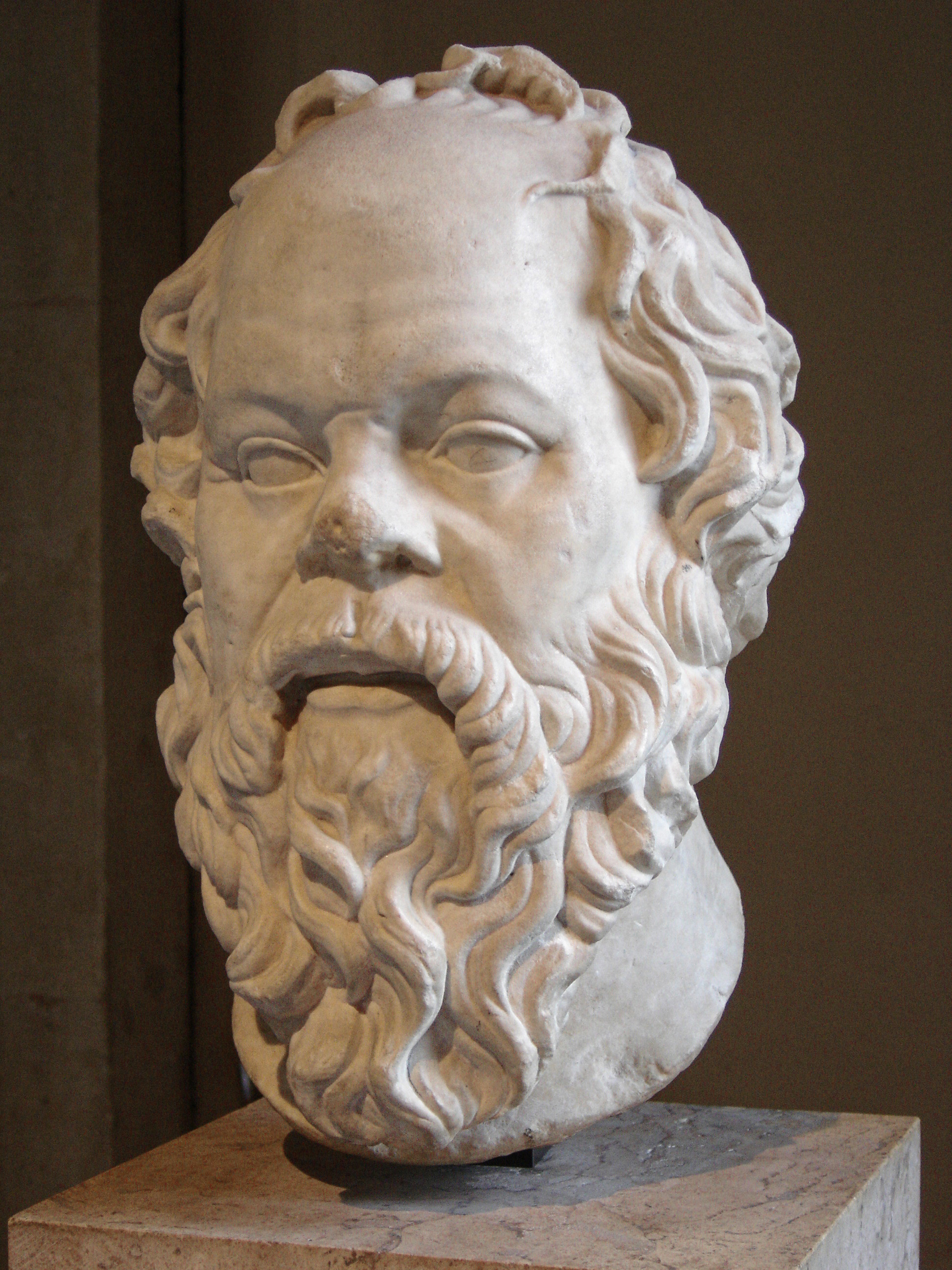
Bức tượng triết gia Socrates trong Viện Bảo tàng Louvre ở Paris, Pháp.

Triết học giáo dục hay triết học về giáo dục (tiếng Anh: philosophy of education) là một lĩnh vực triết học ứng dụng, nghiên cứu về các mục tiêu, hình thức, phương pháp, và kết quả của giáo dục với tư cách là một quá trình và với tư cách một ngành học. Triết học giáo dục chịu sự ảnh hưởng của cả những phát triển trong bản thân ngành triết học, đặc biệt là những vấn đề về đạo đức học và nhận thức luận, lẫn những quan tâm nổi lên từ thực tế giảng dạy. Chủ đề này thường được dạy trong các khoa hay trường đại học giáo dục ở viện đại học, thay vì trong khoa triết học.
Việc sử dụng các phương pháp triết học để xem xét các vấn đề giáo dục đã có ít ra từ thời Socrates, nhưng lĩnh vực nghiên cứu này chỉ bắt đầu được công nhận như một tiểu ngành học chính thức vào thế kỷ 19. Mặc dù triết học giáo dục thường có vẻ thiếu sự cố kết vốn có trong những lĩnh vực triết học khác, nó thường, và có lẽ do vậy, cởi mở hơn đối với những cách tiếp cận mới.
Thuật ngữ "triết học giáo dục" có thể còn được dùng để chỉ một lý thuyết chuẩn (normative theory) toàn diện về giáo dục, xây dựng từ những quan điểm triết học về đạo đức học, nhận thức luận, và thân phận con người, cũng như từ những quan điểm tâm lý học về việc học và sự phát triển của con người. Ngoài ra cũng nên phân biệt "triết học giáo dục" với "lời phát biểu về triết lý giáo dục" (educational philosophy statement, hay triết lý giáo dục).